# Gueltat Sidi Saad
Gueltat Sidi Saad est une commune de la wilaya de Laghouat en Algérie. Elle est le chef-lieu de la Daïra de Gueltet Sidi Saâd.

## Géographie
La commune de Gueltat Sidi Saad est située au nord de la Wilaya de Laghouat sur la rive droite d'Oued Touil ou Oued Chelif ; le plus important fleuve d'Algérie (725 km) qui prend sa source dans Sebgag. Gueltat Sidi Saad est délimitée :
- au nord, par la commune d'Aïn Deheb de la wilaya de Tiaret;
- à l'est, par la commune de Beidha;
- au sud, par les communes de Sidi Bouzid, Sebgag et Brida.
- à l'ouest, par les communes d'Aïn Sidi Ali et Hadj Mechri;

|                           | Aïn Deheb         |             |
| Hadj Mechri, Aïn Sidi Ali | Gueltat Sidi Saad | Beidha      |
| Brida                     | Sebgag            | Sidi Bouzid |

Deux agglomérations secondaires appartiennent à cette commune sont : Oued Touil à l'ouest et Hassian Dhib au nord.
La commune de Gueltat Sidi Saad fait partie des hauts plateaux algériens donc c'est une zone steppique, là où on rencontre un climat semi-aride caractérisé par un hiver très froid et un été chaud. La végétation paraît bien souvent monotone, que la strate dominante soit graminéenne (Stipa tenacissima, Stipa parviflora, Lygeum spartum), chaméphytique (Artemisia herba alba, Artemisia campestris). Le relief est essentiellement constitué par de larges plaines, de collines et de montagnes comme les monts Tikialine (1433 m) et Ouazadja (1327 m) à l'ouest et Guern ou Alleg (1350 m) d'un massif montagneux partagé entre cette commune et la commune de Beidha à l'est.